# Белоградчишка обсерватория
Астрономическа обсерватория – Белоградчик е една от двете обсерватории на Института по астрономия при Българска академия на науките, наред с Национална астрономическа обсерватория - Рожен. Намира се в град Белоградчик в Северозападна България.

## История
Обсерваторията е основана през 1961 година по идея на местния учител по физика Христо Костов и става първата училищна обсерватория в страната. До средата на 70-те години тя се използва от Института по астрономия като база за наблюдение на изкуствените спътници на Земята, а от 1976 година Институтът поема изцяло дейността на съоръжението.
Първоначално обсерваторията разполага с един 15-сантиметров рефлекторен телескоп тип Касегрен, произведен от Цайс. През 1969 г. в 6-метров купол е монтиран 60-сантиметров телескоп, отново тип Касегрен на Цайс, който е вторият по големина телескоп в страната. През 1994 година е доставен трети телескоп, 14-инчов от тип Шмит-Касегрен, произведен от Селестрон и монтиран в построения преди това 4-метров купол.

## Туристическа информация
Астрономическа обсерватория – Белоградчик е отворена за туристически посещения, след предварителна заявка. Интересни са най-ярките небесни тела – Луната, планетите Юпитер и зрелищния Сатурн, далечни звезди, или по-малко ярките – мъглявини.